# 范镜泓
范镜泓（1936年—），男，湖南长沙人，中国固体力学家，曾任重庆大学教授、博士生导师。